# Athens Open Challenger 2011
L'Athens Open Challenger 2011, noto anche come Status Athens Open, è stato un torneo professionistico di tennis maschile giocato sul cemento. È stata la 4ª edizione del torneo e faceva parte dell'ATP Challenger Tour nell'ambito dell'ATP Challenger Tour 2011. Si è giocato ad Atene in Grecia dall'11 al 17 aprile 2011.

## Partecipanti

### Teste di serie
| Nazionalità | Giocatore            | Ranking* | Testa di serie |
| ----------- | -------------------- | -------- | -------------- |
| Germania    | Benjamin Becker      | 65       | 1              |
| Russia      | Dmitrij Tursunov     | 82       | 2              |
| Israele     | Dudi Sela            | 105      | 3              |
| Germania    | Matthias Bachinger   | 133      | 4              |
| Slovacchia  | Karol Beck           | 134      | 5              |
| Russia      | Aleksandr Kudrjavcev | 140      | 6              |
| Svizzera    | Stéphane Bohli       | 143      | 7              |
| Irlanda     | Conor Niland         | 144      | 8              |

- Ranking al 4 aprile 2011.

### Altri partecipanti
Giocatori che hanno ricevuto una wild card:
- Konstantinos Economidis
- Manolis Glezos
- Alex Jakupovic
- Charalampos Kapogiannis

Giocatori che sono passati dalle qualificazioni:
- Teodor-Dacian Craciun
- Treat Conrad Huey
- Roko Karanušić
- Andrej Kumancov

## Campioni

### Singolare
Matthias Bachinger ha battuto in finale  Dmitrij Tursunov, walkover

### Doppio
Colin Fleming /  Scott Lipsky hanno battuto in finale  Matthias Bachinger /  Benjamin Becker per walkover